# 朝比奈泰朝
朝比奈 泰朝（あさひな やすとも）は、戦国時代の武将。今川氏の家臣。掛川城主。

## 生涯
朝比奈泰能の子として誕生。生年は一説に天文7年（1538年）とされる。生母について明記した史料はないが、父・泰能の正室は中御門宣秀の娘で、寿桂尼（今川義元の母）の姪にあたる。こうした縁から父と共に山科言継らとの交流も深く、弘治2年（1556年）には言継から「梶井宮之御筆百人一首」を与えられている。
父の死後に家督を継承し、備中守を称する。永禄元年（1558年）には駿東郡の霊山寺（現・沼津市）を再興している。永禄3年（1560年）には、今川義元の尾張国侵攻で井伊直盛と共に織田氏の鷲津砦を攻略。窮地にあった大高城を救ったが、後続本隊の義元が桶狭間の戦いで討死。やむなく放棄し、撤退した。
義元の横死後、三河国・遠江国の今川領内では動揺が拡大、離反する諸将もある中で、今川氏真を支える姿勢を貫いた。永禄5年（1562年）3月には、小野道好の讒言により謀反の疑いのかかった井伊直親を氏真の命により殺害している。永禄期には三浦氏満と共に越後国の上杉氏との交渉に当たった。
永禄11年（1568年）12月、甲斐国の武田信玄が同盟を破棄して駿河国に侵攻。それによって氏真が駿河を追われると、泰朝は氏真を掛川城に迎えて保護した。同年末には三河の徳川家康が遠江に攻め寄せている。家康は曳馬城を陥落させるなど順調に遠州を制圧し、掛川城を攻囲した。こうした状況の下で、今川氏の重臣の大半は氏真を見限って甲斐武田氏や徳川氏に寝返ったが、泰朝は今川氏に最後まで忠義を尽くしている。
掛川城を守る泰朝は5ヶ月に亘って奮戦したが、援軍の見込めぬ中での戦いには限りがあった。永禄12年（1569年）5月17日、氏真は開城要求を受け入れ、伊豆国に退去することとなったが、この時も泰朝は氏真に供奉し、伊豆へ同行している。氏真は北条氏の庇護の下に入ったが、泰朝は上杉謙信の家臣・山吉氏に援助を要請するなどの活動を行っている。その後、氏真は家康を頼って浜松城に出向くものの、泰朝はこれには従わなかった。
泰朝のその後の消息は不明だが、子孫は徳川家臣の酒井忠次家に仕えた。